# Piero Dusio
Piero Dusio, appelé également Pietro Dusio (né le 13 octobre 1899 à Scurzolengo dans la province d'Asti tout près de Turin, et mort le 7 novembre 1975 à Buenos Aires en Argentine) a été successivement footballeur professionnel, homme d'affaires, pilote de voitures de courses puis constructeur automobile italien.

## Biographie

### Football
La carrière de footballeur de Piero Dusio comprend quatre saisons avec la Juventus (de 1919 à 1923). En tant que milieu de terrain ou arrière latéral, il dispute son premier match bianconero le 12 octobre 1919 lors d'un succès 3-0 sur l'US Alessandrina, en Championnat de 1re catégorie. Mais sa carrière s'arrête brutalement en 1923, après une grosse blessure au genou (disputant donc son ultime rencontre le 29 avril 1923 lors d'un succès 1-0 sur l'US Cremonese).
En 1941, il prend les rênes de la Juve en tant que Président, qu'il garde jusqu'en 1947. Pendant la Seconde Guerre mondiale (au cours de laquelle l'Italie fasciste était impliquée, ayant pour conséquence le bombardement intensif de la ville de Turin par les Alliés pendant l'hiver 1942), Dusio prend la responsabilité de transférer son club (pour des raisons évidentes de sécurité) à Alba dans le sud du Piémont jusqu'à la fin du printemps 1943. Il change le nom du club durant cette période, qui se fait désormais appeler la Juventus-Cisitalia, en référence à la marque d'automobile créée par Dusio, Cisitalia,. Le club conserva ce nom de 1942 à 1945.

### Automobile
Suite à sa blessure au genou durant sa carrière de footballeur, il se tourne alors dans le commerce de textiles avec des ventes de tenues sportives et d'uniformes militaires, activités qui l'enrichissent énormément. Il se lance ensuite dans l'automobile, sa passion.

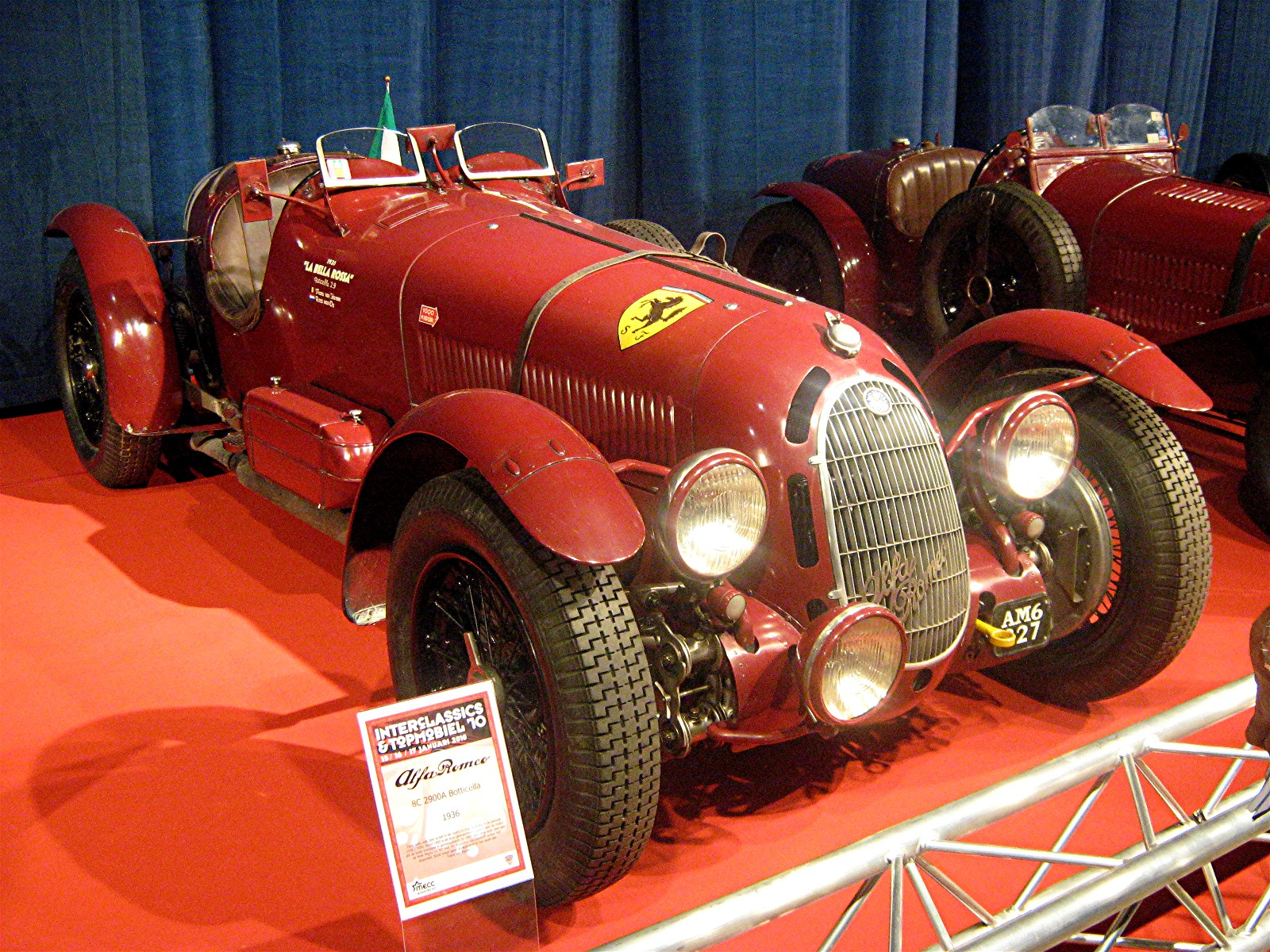
Alfa Romeo 8C 2900A Botticella (Exposition Interclassics Maastricht 2010)

Il participe à la fameuse course italienne des Mille Miglia de 1929 à 1938, termine sixième du Grand Prix d'Italie 1936, gagne sa classe (50e au classement général) dans les Mille Miglia au volant d'une Siata 500 cm3 en 1937, et crée la Scuderia Torino en 1939. Entre-temps il remporte la Course de côte du Col du Stelvio en 1938 sur une Alfa Romeo 8C 2900A Botticella.
Il missionne Dante Giacosa, célèbre ingénieur concepteur et directeur du bureau d'études de Fiat, pour développer une voiture de course en 1944, et crée la société Consorzio Industriale Sportiva Italia. La société Cisitalia engage Carlo Abarth, Rudolf Hruska et Ferry Porsche.
Dusio a remporté à bord d'une voiture créée par Giovanni Savonuzzi la course de la Coupe Andrea Brezzi à Turin en 1946.
Piero Dusio crée et finance des projets de voiture de course mais aussi des voitures GT comme la magnifique Cisitalia 202.
En 1949, il paie une très forte caution pour faire libérer le père de son ami Ferry Porsche, le célèbre Ferdinand Porsche, retenu prisonnier de guerre en France.
Presque ruiné après avoir connu de grosses difficultés financières liées aux investissements pour la mise au point des voitures de course, notamment la Cisitalia 360 et la participation aux compétitions, il est obligé de mettre son entreprise Cisitalia sous administration judiciaire et en confie la gestion à son fils. Il émigre alors en Argentine et crée la société « Autoar - Automotores Argentinos S.A.I.C. » le 22 mars 1949, aidée financièrement par Juan Perón et continue à s'occuper de ses affaires en Italie confiées à son fils qui a créé la "Société d'Exploitation Cisitalia" qu'il dirige de 1948 à 1964.
Autoar et « Cisitalia Argentina », sont créées par Piero Dusio en 1951 pour produire des voitures de tourisme et de course sur des mécaniques Fiat. En 1960 le secrétariat d'État à l'Industrie et de l'Industrie minière argentin approuve et notifie par la résolution 164/60, les plans pour la fabrication de voitures de sport et de tourisme avec une production prévue de 1 000 unités pour l'année 1962, 1 600 en 1963 et 2 360 en 1964. Les modèles prévus étaient les Cisitalia 750 GT Coupé et Spider et un nouveau modèle Cisitalia Rural break et fourgonnette. La Cisitalia 750 était équipée du moteur Fiat de 847 cm3 dérivé de la Fiat 600, fabriquée en Argentine par la filiale locale de Fiat, Fiat Concord. L'usine Cisitalia Argentine se trouvait dans la localité de General Pacheco sur un terrain de 15 000 m2 dont 10 000 couverts. Il occupait 250 salariés, techniciens et ouvriers. La distribution et l'assistance technique des véhicules était pris en charge par le réseau de concessionnaires Fiat Argentine. Entre 1961 et 1962, Cisitalia Argentina a fabriqué 171 automobiles, mais étant donné son faible pourcentage d'intégration nationale, la licence pour produire dans le pays lui sera retirée pour non-respect des règles en vigueur qui imposaient une contribution locale supérieure à 75 %. Peu de temps après, en mars 1963, les actionnaires d'Autoar procèdent à la liquidation et à la fermeture de l'entreprise. 
Lors du GP d'Italie 1952 de Formule 1, Dusio a tenté de se qualifier avec une Cisitalia D46 mais n'a pas réussi en raison de problèmes de moteur.
Il court le Grand Prix de Buenos Aires en 1954.
Piero Dusio meurt à Buenos Aires le 7 novembre 1975.

## Résultats
| Juventus - Championnat d'Italie : - Vice-champion : 1919-20. |             | \| Année \| Écurie \| Châssis \| Moteur \| Course \| Course \| Course \| Course \| Course \| Course \| Course \| Course \| Classement \| Points inscrits \| \| Année \| Écurie \| Châssis \| Moteur \| 1 \| 2 \| 3 \| 4 \| 5 \| 6 \| 7 \| 8 \| Classement \| Points inscrits \| \| ----- \| ----------- \| ------------- \| -------- \| ------ \| ------ \| ------ \| ------ \| ------ \| ------ \| ------ \| ------- \| ---------- \| --------------- \| \| 1952 \| Piero Dusio \| Cisitalia D46 \| BPM (pl) \| SUI \| 500 \| BEL \| FRA \| GBR \| ALL \| HOL \| ITA Nq. \| 0 \| Nc. \| |          |        |        |        |        |        |        |        |         |            |                 |
| Année                                                        | Écurie      | Châssis | Moteur   | Course | Course | Course | Course | Course | Course | Course | Course  | Classement | Points inscrits |
| Année                                                        | Écurie      | Châssis | Moteur   | 1      | 2      | 3      | 4      | 5      | 6      | 7      | 8       | Classement | Points inscrits |
| 1952                                                         | Piero Dusio | Cisitalia D46 | BPM (pl) | SUI    | 500    | BEL    | FRA    | GBR    | ALL    | HOL    | ITA Nq. | 0          | Nc.             |